# Lawrie Smith
Lawrie Edward Smith (Bury, 19 de febrero de 1956) es un deportista británico que compitió en vela en la clase Soling. Participó en dos Juegos Olímpicos de Verano, obteniendo una medalla de bronce en Barcelona 1992, en la clase Soling (junto con Robert Cruickshank y Simon Stewart), y el cuarto lugar en Seúl 1988.

## Palmarés internacional
| \| Juegos Olímpicos \| Juegos Olímpicos \| Juegos Olímpicos \| Juegos Olímpicos \| \| Año \| Lugar \| Medalla \| Clase \| \| ---------------- \| ------------------ \| ----------------- \| ---------------- \| \| 1992 \| Barcelona (España) \| Medalla de bronce \| Soling \| |                    |                   |        |
| Juegos Olímpicos |                    |                   |        |
| Año | Lugar              | Medalla           | Clase  |
| 1992 | Barcelona (España) | Medalla de bronce | Soling |